# Conner Toolson
Conner William Toolson (Zaragoza, España; 27 de noviembre de 1994) es un jugador de baloncesto estadounidense. Con 1,93 metros de altura juega en la posición de escolta. Actualmente forma parte de la plantilla del Club Trouville de la Liga Uruguaya de Básquetbol.

## Trayectoria
Nacido en Zaragoza, España, es hijo de Andy Toolson, un escolta que disputó varias temporadas en la Liga ACB en equipos como Andorra, Joventut, Girona, Zaragoza y Estudiantes. 
Conner es un jugador formado en Salt Lake Community College y posteriormente en la Universidad de Utah Valley, siendo una de las piezas claves de los Utah Valley Wolverines, con los que disputó la División I de la NCAA, mejorando su rendimiento en cada una de las tres temporadas en las que desarrolló su ciclo universitario. En 2017/18 fue incluido en el Segundo Equipo Ideal de la Western Athletic Conference. En su temporada de graduación, la 2018/19, promedió 13.1 puntos y 3.2 rebotes y fue incluido en el Equipo Ideal  de su conferencia.
Tras no ser drafteado en 2019, sería elegido en el draft de la G League por los Salt Lake City Stars de la NBA G League, pero fue cortado sin debutar.
El 4 de agosto de 2020 se convierte en jugador del ZTE Real Canoe de la Liga LEB Oro, club con el que disputa la temporada 2020/21 en la que promedia 7.3 puntos y 2.5 rebotes por encuentro.
El 30 de agosto de 2021, firma por el Club Trouville de la Liga Uruguaya de Básquetbol.